# 胞 (結構)

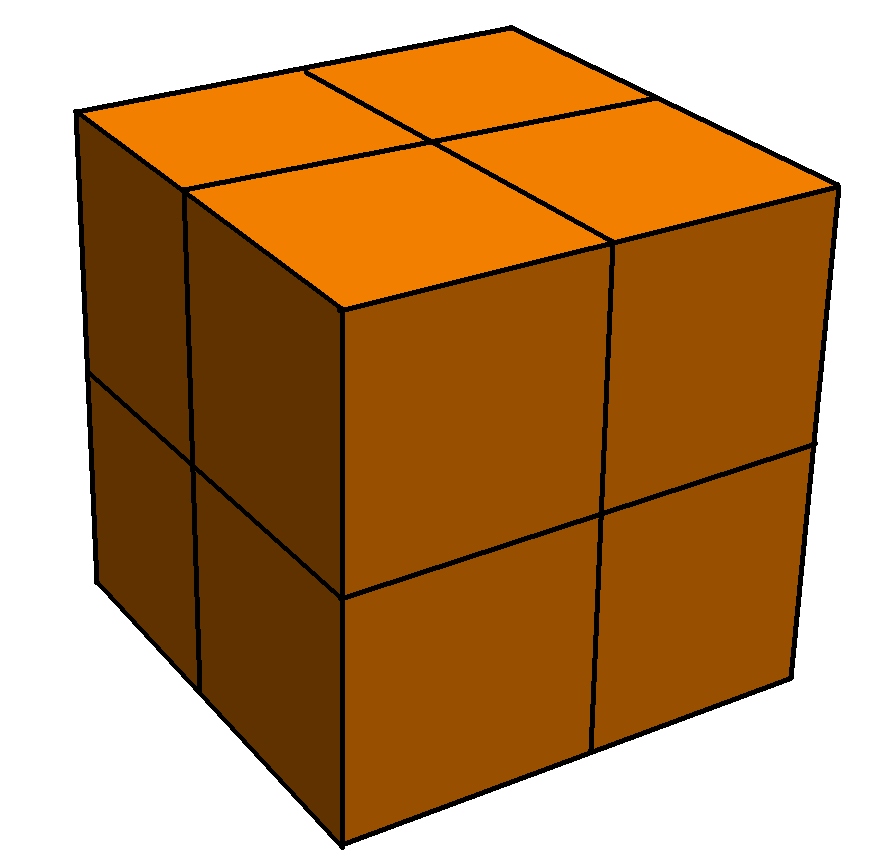
立方体堆砌：每一邊有四個立方胞。

超立方體：每一邊有三個立方胞。

在幾何學以及相關的晶體學和材料學中，胞是指一個重複結構中的一個基本單位，如晶體結構中的晶胞和多胞形中的多維胞等。

## 幾何學
在幾何學裡，胞是指高維物件中的三維或更高維度的元素。一般稱胞為三維元素，更高維度的胞通常會以其維度稱呼，例如四維胞、五維胞等。

### 多胞形的胞
一般而言，胞可以視為四維多胞形的邊界之一部份或更高維度幾何結構中三維或三維以上的元素，如多胞形、五維多胞體、四維凸正多胞體或堆砌體（三維空間填充結構）。
例如，立方體堆砌是由立方體形狀的三維胞所組成的，有時稱為立方胞。在這個胞上在每個邊上都有四個立方體。超立方體亦是由立方胞所組成的，但一邊只有三個立方體。
面是類比於胞之多面體和密鋪內的二維元素。
| 四維多胞體                                    | 四維多胞體                                              | 三維堆砌體                                      | 三維堆砌體                                       |
| {4,3,3}                                       | {5,3,3}                                                 | {4,3,4}                                         | {5,3,4}                                          |
| --------------------------------------------- | ------------------------------------------------------- | ----------------------------------------------- | ------------------------------------------------ |
| 超立方體的每條邊周圍都有3個立方體形狀的三維胞 | 正一百二十胞体的每條邊周圍都有3個正十二面體形狀的三維胞 | 立方體堆砌的每條邊周圍都有4個立方體形狀的三維胞 | {5,3,4}的每條邊周圍都有4個正十二面體形狀的三維胞 |

四維元素（在五維多胞體及更高維度裡）會被稱為四維胞、超胞、4維面或4-面。系統化地，n維面或n-面為在(n+1)維多胞形或更高維多胞形內的元素。例如在五維多胞體中存在有三維胞和四維胞。
在英文中，胞稱為Cell，若在Cell詞彙前面加入一個數字則可以代表由該數量個胞組成的多胞形，例如24-Cell代表二十四胞體。此外，在多胞形複形中，單一一個多胞形也稱為胞。

## 晶體學

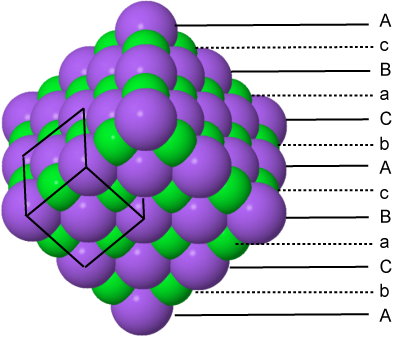
氯化鈉的一個晶體，其中框出來的部分維一個晶胞。

在晶體學中，為了探討原子於晶體中結構會將重複的單元拿出來討論，而一個重複的單元稱為一個胞，而組成晶體構造的基本胞稱為晶胞、若其同時能確保晶體結構的對稱性且體積又是最小的胞則稱為單位晶胞，且通常會將晶胞與幾何學一起討論。
此概念在幾何中也可以用於描述最密堆积的結構。

### 單位晶胞
單位晶胞是晶體結構的基本結構單元，並且可以透過其幾何形狀以及其內部原子的排列結構來還原整個晶體結構，因此也可以視為定義晶體的方式。

## 外部連結
- 埃里克·韦斯坦因. . MathWorld.
- 埃里克·韦斯坦因. . MathWorld.